# 与祢
与祢（よね、天正8年（1580年） - 天正13年11月29日（1586年1月18日））は、安土桃山時代の女性。山内一豊の長女にして、唯一の実子。

## 人物
天正8年（1580年）、山内一豊と正室・見性院の長女として生まれる。『一豊公紀』では「與禰姫」と記されている。
天正13年（1585年）、父・一豊が近江国長浜城城主となる。
同年（1586年）11月29日、長浜大地震（天正地震）により同城は全壊し、与祢姫は乳母とともに命を落とした。6歳。
このことについて『一豊公紀』には、「十一月二十九日　於江州長浜宇内、大地震。山川転動裂壊家屋、顛潰長濱之御城殿崩、與禰姫様喪亡、御歳六歳。号光景妙円是。見性院様御腹子也。此時、御家人乾彦作和信始数拾人死」と記している。
諡号は光景妙円。墓所は妙心寺大道院。
この後、夫婦は子宝に恵まれず、一豊の死後は、一豊の弟・康豊の子・忠義が後を継いだ。

## 演じた俳優
- 『旦那さま大事』（1986年、TBS） - 柿沼奈々子
- 『司馬遼太郎の功名が辻』（1997年、ANB） - 大山静香
- 『功名が辻』（2006年、NHK大河ドラマ） - 森迫永依（幼少期：皆川陽菜乃）